# Villers-Robert
Villers-Robert är en kommun i departementet Jura i regionen Bourgogne-Franche-Comté i östra Frankrike. Kommunen ligger i kantonen Chaussin som tillhör arrondissementet Dole. År 2022 hade Villers-Robert 240 invånare.

## Befolkningsutveckling
Antalet invånare i kommunen Villers-Robert
Referens:INSEE